# Beauty Box
Beauty Box（ビューティー ボックス、韓：뷰티박스）は、韓国の女性アイドルグループ。BY-U Entertainment所属。2021年9月23日、アルバム『Beyond of BB』でデビューした。公式ファンダム名はWIBBON（ウィボン、위본）。

## 概要
アジアを対象にアンタクト（非接触）オーディションを通じてメンバーが構成され、2021年6月21日YouTubeで初公開された。

### ファンダム
公式ファンダム名であるWIBBON（ウィボン）は「With Beauty Box OpeN」の略で、「一緒に美の箱を開けよう」という意味が込められている。

## 来歴

### 2021年
6月21日、初のティーザー動画を YouTubeでリリース。メンバーは、7月1日から7月29日にかけて、リナ、アン、サラ、ガヒョン、ジェリンの順に、個別のVlogを通じて明らかにされた。 ソリはシークレットメンバーだったため、8月26日に最後に発表された。
9月23日、1stシングルアルバム『Beyond of BB』でデビュー。
11月11日、ファンダム名が「WIBBON」であることを発表。
12月24日、Beauty Box's Coming to X-MASというタイトルの初のオンラインミニファンミーティングを開催。

### 2022年
4月14日、グループ初のオンラインミニコンサート「2022 Beauty Box Online Mini Concert 'Dream of Spring'」をYouTubeで開催。
6月27日、1st EPアルバム『B-Step』を発表。
11月28日、カタールで開催される 2022 FIFA ワールド カップの韓国のサポートとして、スペシャルシングル『Higher Up』をリリース。その際、メンバーのアンは不明な理由で参加しなかった。その後、アンが健康上の理由で活動を休止し、5人体制で活動することを発表。

### 2023年
3月13日、外国人ビザに関する重大な不正行為とアーティストとしての契約違反により、タイ人メンバーのジェリンが脱退したことを発表。
5月12日、チェウンが新メンバーとして追加されたことを発表。
5月29日、健康上の理由により、ベトナム人メンバーのアンが脱退したことを発表。
6月21日、ビアが新メンバーとして追加されたことを発表。
9月20日、リナとサラが健康上の理由で活動を休止し、カムバックの再度延期をと発表。
2023年下半期、日本人メンバーのリナとサラがプロフィールから削除されたことが確認された。これにより、リナとサラは事実上脱退したと見られる。

### 2024年
5月7日、プレリリースシングル『Shine On』を発表。
7月9日、2nd EPアルバム『B-Turn』を発表。
12月2日、BY-U Entertainment主催のオーディションプロジェクト「IPIC PROJECT」のため、韓国人メンバーのチェウン、ソリ、ガヒョンが脱退し、ビアは新メンバーと活動することを発表。これにより、デビュー時のメンバー全員が脱退した。

### 2025年
1月には公式SNSでビアの誕生日を祝う投稿が行われるなど、同時点での在籍が確認されていた。しかし、同年4月19日、ビアがNa Entertainment所属のガールズグループNWH:Iのメンバーとして発表された。ビアの移籍により、Beauty Boxは2025年上半期に事実上解散したと見られている。
Beauty Boxが解散に伴い、IPIC PROJECTにより選ばれたメンバーは、新たに結成されたグループ「ARISE」として、2025年にデビュー予定である。

## 旧メンバー
| 画像 | 名前                  | 本名                         | 本名              | 本名                         | 生年月日               | 出身地                 | 血液型 | MBTI | 身長  | ポジション             | 公式ナンバー | 備考                                                                                       |
| 画像 | 名前                  | 仮名                         | ハングル          | 漢字/タイ文字/アルファベット | 生年月日               | 出身地                 | 血液型 | MBTI | 身長  | ポジション             | 公式ナンバー | 備考                                                                                       |
| ---- | --------------------- | ---------------------------- | ----------------- | ---------------------------- | ---------------------- | ---------------------- | ------ | ---- | ----- | ---------------------- | ------------ | ------------------------------------------------------------------------------------------ |
|      | RINA リナ 리나        | そめのりな                   | 소메노 리나       | 染野里奈                     | 1998年10月4日（26歳）  | 日本 茨城県            | B型    | INFP | 166cm | ボーカル               | 2            | - 元「原宿駅前パーティーズ」メンバー。 - 「unSea」メンバー。                               |
|      | CHAEEUN チェウン 채은 | ミン・チェウン               | 민채은            | 閔彩恩                       | 1998年10月20日（26歳） | 大韓民国               | O型    | INFP | 167cm | ボーカル、ラッパー     | 17           | - 女優出身。 - 「ARVVY」メンバー。                                                         |
|      | ANH アン 안           | トラン・グエン・トラム・アン | 쩐 응우옌 샹잉 안 | Trần Nguyễn Trâm Anh         | 1999年5月28日（26歳）  | ベトナム ホーチミン市  |        | ESTJ | 158cm | ボーカル、ラッパー     | 5            | - K-POPアイドル初のベトナム人。 - サバイバルオーディション番組「Z-pop Dream」に出演。      |
|      | SORI ソリ 소리        | キム・チャンミ               | 감찬미            | 金燦美                       | 2000年4月21日（25歳）  | 大韓民国 釜山広域市    | O型    | INFJ | 161cm | メインボーカル         | 10           | - サバイバルオーディション番組「K-pop Star」のシーズン4、5に出演。                         |
|      | GAHYUN ガヒョン 가현  | ノ·ガヒョン                  | 노가현            | 盧佳泫                       | 2001年1月11日（24歳）  | 大韓民国 京畿道 水原市 | O型    | ISTJ | 163cm | リーダー、サブボーカル | 3            | - 子役出身。 - 「ARVVY」メンバー。                                                         |
|      | VIA ビア 비아         | ヴィアンカ・ジェスリン       | 비앙카 제슬린     | Viankha Jesslyn              | 2001年1月19日（24歳）  | インドネシア バンドン  |        | INTP | 160cm | ボーカル、ラッパー     | 13           | - 元「MEP-C」のプレデビューメンバー。 - 特技はギター、ピアノ、作詞。 - 「NWH:I」メンバー。 |
|      | SARA サラ 사라        | ほりきりさら                 | 호리키리 사라     | 堀切サラ                     | 2002年10月22日（22歳） | 日本 沖縄県            | O型    | ENFP | 155cm | ボーカル、ラッパー     | 39           | - 元「Swip」メンバー。                                                                     |
|      | JERIN ジェリン 제린   | タナポーン・センワントン     | 타나폰 생완통     | ธนพรแสงวันทอง                 | 2005年1月17日（20歳）  | タイ アユタヤ県        |        | ENTJ | 168cm | メインラッパー         | 7            | - 元「BLACK DOLLS」メンバー。                                                              |

### 公式ナンバー
リナ : 1番だと荷が重いため。
チェウン : 98年生まれであり、9と8を足した数が17となるため。
アン : 5月生まれであるため。
ソリ : 10がストライカーを意味するため。
ガヒョン : 好きな数字が3であるため。
ビア : 不吉だとされている13が、自分にとっては幸運の数字であってほしいとの思いから。
サラ : 39の日本語読みが「サンキュー(Thank you)」であるため。
ジェリン : 7がラッキーセブンを表すため。

## ディスコグラフィ

### 韓国

#### ミニアルバム
| No. | タイトル                | 収録曲 |
| --- | ----------------------- | --- |
| 1st | B-Step（2022年6月27日） | 1. BOGGLE BOGGLE 2. PLZ PLZ PLZ 3. FAVORITE 4. THANK U 5. RAT A TAT (Eng Ver.) 6. BOGGLE BOGGLE (Inst.) 7. PLZ PLZ PLZ (Inst.) 8. FAVORITE (Inst.) 9. THANK U (Inst.) 10. RAT A TAT (Eng Ver.) (Inst.) |

#### シングル
| No. | タイトル                      | 収録曲                                                                          |
| --- | ----------------------------- | ------------------------------------------------------------------------------- |
| 1st | Beyond of BB（2021年9月23日） | 1. RAT A TAT 2. Take My Heart?! 3. RAT A TAT (Inst.) 4. Take My Heart?! (Inst.) |
| 2nd | Higher Up（2022年11月28日）   | 1. Higher Up                                                                    |

### ミュージックビデオ
| No. | 公開日        | 楽曲          | 投稿元     |
| --- | ------------- | ------------- | ---------- |
| 1   | 2021年9月23日 | RAT A TAT     | Beauty Box |
| 2   | 2022年6月27日 | BOGGLE BOGGLE | Beauty Box |
| 3   | 2024年5月7日  | Shine On      | Beauty Box |
| 4   | 2024年7月9日  | COME TO ME    | Beauty Box |

## 出演

### ラジオ番組
- アリランラジオ「Super K-Pop」(2021年)

## 公演

### イベント
- 2022 Beauty Box オンラインミニコンサート「Dream of Spring」(2022年)